# Gymnelus pauciporus
Gymnelus pauciporus es una especie de pez de la familia de los Zoarcidae en el orden de los perciformes.

## Morfología
- Los machos pueden llegar a alcanzar los 13,6 cm de longitud total.[1][2]

## Hábitat
Es un pez de mar y de aguas profundas que vive entre los 40-275 m de profundidad.

## Distribución geográfica
Se encuentra en el Mar de Ojotsk y en la costa del Mar de Bering a Kamchatka.

## Observaciones
Es inofensivo para los humanos. 